# Суперсерия 1990
Суперсерия 1990 — серия игр между командами НХЛ «Монреаль Канадиенс» и «Миннесота Норт Старз» и клубами СССР на территории Советского Союза.

## «Монреаль Канадиенс» — клубы СССР
| 12 сентября 1990 | \| Сборная СКА (Ленинград) и «Торпедо» Ярославль \| 3 : 5 (0:1, 1:2, 2:2) \| Монреаль Канадиенс \| \| 26 1-2 Шумский (Мартынов, Карамнов, бол.) 49 2-5 В.Андреев (Маслов) 58 3-5 Тарасенко (Зинин) \| Голы \| 2 0-1 Лебо (Чорски, бол.) 25 0-2 Рише (Корсон, Савар) 31 1-3 Савар (Корсон, Рише) 45 1-4 Корсон (Дидак, Савар, бол.) 45 1-5 Савар \| | Ленинград, Дворец спорта «Юбилейный» Зрителей: 7000 Судья: В.Губернаторов, А.Елистратов, К.Комиссаров (СССР).                     |
| Составы: СКА-«Торпедо» (12 шт.м.): Сапрыкин; Евдокимов — Червяков (2), Тертышный — Шенделев, Лукичев (2) — Юшкевич (2), Мартынов (2) — Жуков, Красоткин; Свержов — Маслов (2) — В.Андреев, Кравец — Цыплаков — Перегудов, Тарасенко — Мартынюк — Смирнов, Шумский (2) — Затевахин — Карамнов, Зинин. Монреаль Канадиенс (24): Хэйуорд (Расико, 33); Дидак (2) — Свобода, Оделин (2) — Лефевр (4), Ричардс — Шнайдер (8); Рише (2) — Савар — Корсон (4), Педерсон — Лебо — Чорски, Куртнолл — Карбоно — Уолтер, Юэн — Скрадлэнд (2) — Брюнэ. | | |
| Сборная СКА (Ленинград) и «Торпедо» Ярославль | 3 : 5 (0:1, 1:2, 2:2) | Монреаль Канадиенс |
| 26 1-2 Шумский (Мартынов, Карамнов, бол.) 49 2-5 В.Андреев (Маслов) 58 3-5 Тарасенко (Зинин) | Голы | 2 0-1 Лебо (Чорски, бол.) 25 0-2 Рише (Корсон, Савар) 31 1-3 Савар (Корсон, Рише) 45 1-4 Корсон (Дидак, Савар, бол.) 45 1-5 Савар |

| 14 сентября 1990 | \| «Динамо» (Рига) \| 2 : 4 (1:1, 0:1, 1:2) \| Монреаль Канадиенс \| \| 15 1-0 Болдавешко (Фандуль) 57 2-3 Знарок (бол.) \| Голы \| 18 1-1 Корсон (бол.) 32 1-2 Куртнолл 49 1-3 Рише 2-4 Савар \| | Рига, Дворец спорта Зрителей: 5000 Судья: Н.Морозов, С.Бервенский, Н.Разумович (СССР) |
| Составы: Динамо (12): Ирбе; Матыцин — Григорьев, Чудинов (2) — Зиновьев, Береснев (2) — Озолиньш, Катлапс (4) — Сейейс (2); Белявский — Фандуль — Болдавешко, Керч — Семеряк — Знарок, Томанс (2) — Витолиньш — Пантелеев, Опульскис — Акулинин — Павлов. Монреаль Канадиенс (22): Руа (Бержерон, 31); Дидак (4) — Свобода, Э.Дежарден — Лефевр (2), Денье — Дюфреш; Рише — Савар (2) — Корсон, Педерсон- Лебо- Чорски, Куртнолл (2)- Карбоно — Скрадлэнд (4), Кин (4) — Гилкрист (2) — М.Дежарден (2). | |                                                                                       |
| «Динамо» (Рига) | 2 : 4 (1:1, 0:1, 1:2) | Монреаль Канадиенс                                                                    |
| 15 1-0 Болдавешко (Фандуль) 57 2-3 Знарок (бол.) | Голы | 18 1-1 Корсон (бол.) 32 1-2 Куртнолл 49 1-3 Рише 2-4 Савар                            |

| 16 сентября 1989 | \| «Динамо» (Москва) \| 4 : 1 (1:0, 1:0, 2:1) \| Монреаль Канадиенс \| \| 13 1-0 Семак (бол.) 35 2-0 Сорокин (Леонов, бол.) 53 3-0 Юдин (Королев, бол.) 60 4-1 Леонов (Королев) \| Голы \| 60 3-1 Пидерсон (Кессел) \| | Москва, Дворец спорта «Лужники» Зрителей: 10000 Судья: Б.Юханссон (Швеция), А.Балин, А.Павловский (СССР) |
| Составы: Динамо (38): Шталенков; Татаринов (2) — Карповцев (4), Фролов (2) — Микульчик (20), Сорокин — Юдин, Попихин (4) — Филимонов; Ан. Ковалев (2) — Семак (2) — Хайдаров, Андриевский — Жамнов — Ломакин, Ал. Ковалев — Крамской — Леонов, Дорофеев (2) — Гальченюк — Петренко, Королев. Монреаль Канадиенс (52): Хейуорд (Расико, 41); Э.Дежарден — Лефевр, Оделин — Шнейдер (4), Ричард (2) — Дидорен (2), Дидак; Рише (4) — Савар — Корсон (2), Куртнолл (2) — Кесселс — Педерсон (2), Юэн (20) — Скрадлэнд (2) — Макфи, Кин — Гилкрист (10) — Валтер, Карбоно (2). | | |
| «Динамо» (Москва) | 4 : 1 (1:0, 1:0, 2:1) | Монреаль Канадиенс                                                                                       |
| 13 1-0 Семак (бол.) 35 2-0 Сорокин (Леонов, бол.) 53 3-0 Юдин (Королев, бол.) 60 4-1 Леонов (Королев) | Голы | 60 3-1 Пидерсон (Кессел)                                                                                 |

| 18 сентября 1990 | \| ЦСКА \| 3 : 2 (1:1, 1:1, 0:0, 1:0) \| Монреаль Канадиенс \| \| 7 1-1 Буре 33 2-2 Зубов (Чибирев, бол.) 61 3-2 Коваленко \| Голы \| 5 0-1 Пидерсон (Шнайдер, бол.) 26 1-2 Савар (бол.) \| | Москва, Дворец спорта «Лужники» Зрителей: 10000 Судья: С.Мякеля (Финляндия), Ш.Шакиров, С.Феофанов (СССР). |
| Составы: ЦСКА (78): Дроздов (Михайловский, 46); Малахов (20) — Константинов (2), Брезгунов — Гусаров, Кравчук — Стельнов (4), Зубов (20) — Малыхин (20); Буре (2) — Бякин (2) — Каменский, Коваленко (2) — Буцаев (2) — Давыдов, Кривокрасов — Прокопьев (2) — Востриков, Костичкин (2) — Чибирев — Петров. Монреаль Канадиенс (118): Руа (2, Бержерон с 33 мин.); Шнайдер — Свобода (22), Денье — Лефевр, Дидак (20) — Дюфреш (22); Рише (2) — Савар (2) — Корсон (20), Чорски — Лебо — Педерсон, Гилкрист — Карбоно — Кин (2), Куртнолл — Скрадлэнд (4) — Макфи (22), Валтер, Кесселс. | | |
| ЦСКА | 3 : 2 (1:1, 1:1, 0:0, 1:0) | Монреаль Канадиенс                                                                                         |
| 7 1-1 Буре 33 2-2 Зубов (Чибирев, бол.) 61 3-2 Коваленко | Голы | 5 0-1 Пидерсон (Шнайдер, бол.) 26 1-2 Савар (бол.)                                                         |

## «Миннесота Норт Старз» — клубы СССР
| 13 сентября 1990 | \| «Спартак» (Москва) \| 8 : 5 (4:3, 0:2, 4:0) \| Миннесота Норт Старз \| \| 5 1-1 Барков (Прохоров) 12 2-3 Болдин 13 3-3 Волгин (Барков) 14 4-3 Попугаев 45 5-5 Ткачук (Уваев) 48 6-5 Бушмелёв (Болдин, Борщевский) 60 7-5 Попугаев (Тюриков, п.в.) 60 8-5 Попугаев (Шипицын) \| Голы \| 3 0-1 Модано (Н.Бротен, Беллоуз, бол.) 6 1-2 Модано (Пропп, мен.) 8 1-3 Синисало (Н.Бротен, Беллоуз) 22 4-4 Душейн (Н.Бротен, мен.) 33 5-4 Барбер (Смит) \| | Москва, Дворец спорта «Лужники» Зрителей: 7000 Судья: Б.Юханссон (Швеция), С.Феофанов, Ш.Шакиров (СССР)                                                  |
| Составы: Спартак (10): Марьин (Костюхин, 33); Уваев (2) — Тюриков, Фокин — Ящин, Бутко — Чистяков (2), Мисенко — Митькин (2); Попугаев — Шипицын — Ткачук, Борщевский — Болдин — Бушмелёв (4), Волгин — Барков — Прохоров, Агейкин — Коротков — Саломатин. Миннесота Норт Старз (36): Кейси (Такко, 32); Мэрфи — Мусил (2), Джайлс — Гаетц (4), Уилкинсон — Тинорди; Дален — Ганье — Дюшен, Барбер — Смит — А.Бротен, Н.Бротен — Синисало (2) — Беллоуз (22), Чурла (2) — Модано — Пропп (2). | | |
| «Спартак» (Москва) | 8 : 5 (4:3, 0:2, 4:0) | Миннесота Норт Старз |
| 5 1-1 Барков (Прохоров) 12 2-3 Болдин 13 3-3 Волгин (Барков) 14 4-3 Попугаев 45 5-5 Ткачук (Уваев) 48 6-5 Бушмелёв (Болдин, Борщевский) 60 7-5 Попугаев (Тюриков, п.в.) 60 8-5 Попугаев (Шипицын) | Голы | 3 0-1 Модано (Н.Бротен, Беллоуз, бол.) 6 1-2 Модано (Пропп, мен.) 8 1-3 Синисало (Н.Бротен, Беллоуз) 22 4-4 Душейн (Н.Бротен, мен.) 33 5-4 Барбер (Смит) |

| 15 сентября 1990 | \| Крылья Советов \| 3 : 2 (1:2, 1:0, 0:0, 1:0) \| Миннесота Норт Старз \| \| 16 1-1 Немчинов (Миронов) 39 2-2 Курашов (Гордиюк) 66 3-2 Кожевников \| Голы \| 6 0-1 Гэвин 20 1-2 Макрэй (Березан) \| | Москва, Дворец спорта «Лужники» Зрителей: 3500 Судья: С.Мякеля (Финляндия), А.Зайцев, А.Миняйло (СССР) |
| Составы: Крылья Советов (14): Браташ (Звягин, 31); Курашов (4) — Кузнецов (4), Страхов — Миронов, Фаткуллин — Смирнов; Волков — Зайцев — Хмылёв, Есмантович — Немчинов — Гордиюк, Лебедев (2) — Одинцов — Штепа (4), Макаров — Кудашов — Кожевников. Миннесота Норт Старз (22): Кейси (Мюллюс, 41); Джилес (2) — Гаетц (4), Уилкинсон — Тинорди (2), Чэмберс (2) — Колстад (2); Гэвин — Березан — Макрэй, Барбер (2) — Смит — Беллоуз, Дален — Грэттон — Дюшен, Чурла (4) — Модано (2) — Пропп (2). | | |
| Крылья Советов | 3 : 2 (1:2, 1:0, 0:0, 1:0) | Миннесота Норт Старз                                                                                   |
| 16 1-1 Немчинов (Миронов) 39 2-2 Курашов (Гордиюк) 66 3-2 Кожевников | Голы | 6 0-1 Гэвин 20 1-2 Макрэй (Березан)                                                                    |

| 17 сентября 1990 | \| Химик \| 2 : 3 (0:1, 1:1, 1:1) \| Миннесота Норт Старз \| \| 39 1-1 Козлов (Монаенков, бол.) 58 2-3 Козлов (бол.) \| Голы \| 7 0-1 Беллоуз (Синисало) 40 1-2 Модано (мен.) 54 1-3 А.Бротен (Грэттон) \| | Воскресенск, Дворец спорта Зрителей: 3000 Судья: А.Галиахматов, А.Балин, Р.Зайнутдинов (СССР) |
| Составы: Химик (53): Червяков; Смирнов — Селянин, Яшкин — Уланов (2), Басалгин — Никитин (25), Монаенков; Вязьмикин (20) — Титов — Березин, Клемешов — Трухно (2) — Торопченко (4), Бердичевский — Мальгин — А. Квартальнов, Оксюта — Козлов — Яшин. Миннесота Норт Старз (82): Мюллюс (Такко, 41); Мэрфи — Мусил, Уилкинсон (2) — Тинорди (22), Колстад (4) — Гаетц (22); Дален — Ганье (2) — Грэттон, Н.Бротен — Синисало — Беллоуз, Гэвин — Березан (6) — Макрэй (22), Барбер — Модано — А.Бротен (2). | |                                                                                               |
| Химик | 2 : 3 (0:1, 1:1, 1:1) | Миннесота Норт Старз                                                                          |
| 39 1-1 Козлов (Монаенков, бол.) 58 2-3 Козлов (бол.) | Голы | 7 0-1 Беллоуз (Синисало) 40 1-2 Модано (мен.) 54 1-3 А.Бротен (Грэттон)                       |

| 19 сентября 1990 | \| Сокол \| 5 : 0[2] (1:0, 2:0, 2:0) \| Миннесота Норт Старз \| \| 12 1-0 Тимченко 24 2-0 Олецкий (Василенко) 24 3-0 Найда (Ширяев) 41 4-0 Найда 50 5-0 Найда (Христич, бол.) \| Голы \| \| | Киев, Дворец спорта Зрителей: 4000 Судья: А.Федотов, К.Комиссаров, А.Елистратов (СССР) |
| Составы: Сокол (8): Самойлов (Ткаченко, 60); Ширяев — Житник, Годынюк (4) — Доника, Овчинников — Савицкий, Тимченко — Лубнин; Юлдашев (2) — Найда — Христич, Кулабухов — Свинцицкий — Бурханов, Синьков — Трасеух — Валиуллин, Олецкий (2) — Василенко — Хаджи, Сидоров, Кузьминский. Миннесота Норт Старз (12): Кейси (Мюллюс, 43); Джайлс (2) — Колстад, Уилкинсон — Тинорди, Мэрфи — Мусил; Дален — Смит — Дюшен, Чурла — Грэттон — Макрэй (4), Синисало — Н.Бротен (2) — Беллоуз, А.Бротен — Модано — Пропп (4), Барбер, Березан. | |                                                                                        |
| Сокол | 5 : 0 (1:0, 2:0, 2:0) | Миннесота Норт Старз                                                                   |
| 12 1-0 Тимченко 24 2-0 Олецкий (Василенко) 24 3-0 Найда (Ширяев) 41 4-0 Найда 50 5-0 Найда (Христич, бол.) | Голы |                                                                                        |